# Кальдероли, Роберто
Роберто Кальдероли (итал. Roberto Calderoli; род. 18 апреля 1956, Бергамо, Ломбардия) — итальянский политик, член Лиги Севера, министр второго, третьего и четвёртого правительств Берлускони. Министр по делам регионов и автономий (с 2022).

## Биография
Родился 18 апреля 1956 года в Бергамо, получил высшее образование в медицине, специализировался на челюстно-лицевой хирургии, хотя члены семьи традиционно практикуют в стоматологии. Начал политическую карьеру в коммунальном совете Бергамо. В 1993 году Кальдероли был избран председателем Северо-Ломбардской лиги (Lega Nord-Lombardia), в 1995 году возглавил её. С 2001 года — координатор в секретариате Лиги Севера. В 1998 году женился с соблюдением кельтского обряда на сценаристке Сабине Негри.
В 1992 и 1994 годах Кальдероли избирался по спискам Лиги Севера в Палату депутатов соответственно XI и XII созыва. С 1996 по 2001 год в Палате XIII созыва входил во фракцию Лига Севера Падания, с 29 июля 1999 года — во фракции Паданской лиги (Lega Padania), с 17 февраля 2000 до 29 мая 2001 года — член фракции «Лига Севера за независимость Падании». С 2001 по 2013 год состоял в Сенате XIV, XV и XVI созывов. С 19 марта 2013 года — член фракции «Лига Севера и Автономии» (Lega Nord e Autonomie) в Сенате XVII созыва. С 21 марта 2013 года — заместитель председателя Сената, с 26 марта 2013 года — член Правления по регламенту (Giunta per il Regolamento), с 29 марта 2013 года — член 1-й постоянной комиссии (конституционные вопросы), с 7 по 29 мая 2013 года — член 12-й постоянной комиссии (гигиена и здравоохранение).
18 июля 2004 года министр без портфеля по конституционной реформе во втором правительстве Берлускони, лидер Лиги Севера Умберто Босси подал в отставку, 19 июля президент Чампи подписал указ о её принятии (20 июля этот указ был опубликован в официальной Gazzetta Ufficiale). В тот же день новым министром реформ назначен Роберто Кальдероли, который выдвинул предварительный ультиматум: либо законопроект о деволюции в течение недели поступит на рассмотрение парламента, либо он сразу уйдёт в отставку.
В третьем правительстве Берлускони Кальдероли 23 апреля 2005 года был назначен министром без портфеля, а постановлением правительства от 6 мая 2005 года получил в своё ведение институциональные реформы и вопросы деволюции. Наиболее известным достижением Кальдероли в министерской должности стал принятый в 2005 году новый итальянский избирательный закон, названный по имени профильного министра законом Кальдероли. Закон вызвал большие разногласия в обществе, и другим его прозвищем стало оскорбительное «una porcata» — то есть, «дрянь» или «барахло». 18 февраля 2006 года Кальдероли ушёл в вынужденную отставку из-за скандала: после того, как он публично продемонстрировал футболку с антиисламскими карикатурами, в Бенгази (Ливия) состоялось террористическое нападение на итальянское консульство, в ходе которого погибли 11 человек.
В четвёртом правительстве Берлускони Кальдероли состоял весь срок его полномочий с 8 мая 2008 по 16 ноября 2011 года в должности министра упрощения нормативной базы.
В 2012 году разразился скандал вокруг нецелевого расходования Лигой Севера 3 869 000 евро, выделенных из государственного бюджета на финансирование партии, который по имени одного из основных действующих лиц получил известность в прессе как «скандал Бельсито». Лично Роберто Кальдероли подозревался в том, что тратил партийные средства на содержание собственного дома. 29 ноября 2013 года стало известно, что обвинения против Кальдероли отправлены в архив ввиду законности произведённых им трат.
В июле 2013 года, выступая на митинге в Бергамаско, Кальдероли сравнил министра интеграции Сесиль Кьенге с орангутаном. 4 февраля 2015 года сенатское Правление по иммунитету вынесло оправдательное решение в отношении Кальдероли и отказалось удовлетворить прошение суда Бергамо о лишении Кальдероли неприкосновенности для предания его суду по обвинению в диффамации по расовым мотивам.
22 октября 2022 года при формировании правительства Мелони Кальдероли был назначен министром по делам регионов и автономий.
19 июня 2024 года Палата депутатов одобрила в законопроект о дифференцированной автономии, после чего он вступил в силу (законопроект неофициально называли также «законопроектом Кальдероли»). Этот нормативный акт значительно расширил права регионов и вызвал со стороны Демократической партии и Движения пяти звёзд обвинения в развале Итальянского государства.
14 ноября 2024 года Конституционный суд признал противоречащими основному закону семь положений закона.

## Личная жизнь
8 марта 2019 года рассказал в интервью Corriere della Sera, что уже шесть лет борется с раком, но не намерен уходить из политики.